# Давид, Лев Артурович
Лев (Леон) Артурович Давид (Леон-Андре Давид, 1914—1994) — советский архитектор-реставратор, Заслуженный деятель искусств Российской Федерации (1994). Работал в Москве.

## Биография
Лев Артурович Давид родился 23 февраля 1914 г. в Марселе; отец — Артур Андре Давид — гражданин Франции, погиб в 1914 году на фронте 1-й мировой войны; мать — Вера Михайловна, урождённая Чуракова, родилась в интеллигентной московской семье. Атмосфера семьи Чураковых, из которой вышли известные деятели русской культуры, в том числе реставраторы живописи, оказала большое влияние на формирование личности Л. А. Давида.
Окончил художественно-оформительский факультет ВГИКа, в 1948 г. — аспирантуру Академии архитектуры СССР под руководством Д. П. Сухова, члена-корреспондента Академии, передавшего ему традиции русской дореволюционной школы реставрации, бывшей тогда одной из передовых в Европе.
С 1930-х гг. Л. A. Давид начал работать реставратором, под руководством знаменитого П. Д. Барановского в музее «Коломенское», который тот создал и возглавлял. По поручению Барановского занимался обмером и спасением фрагментов московских храмов и других памятников, обречённых властями на снос: церквей — Троицы в Зубове, Успения на Покровке, Николы Большой Крест, Сергия на Большой Дмитровке, собора Георгиевского монастыря, Сухаревой башни и многих других.
С 1942 по 1948 гг. Л. A. Давид участвовал в обследовании памятников, пострадавших во время Великой Отечественной войны, руководил консервационными работами с частичной реставрацией таких памятников, как церковь Рождества Христова в селе Юркино Истринского района Московской области, усадьба князей Гагариных Никольское-Гагарино в Рузском районе, памятников архитектуры Боровска и Пафнутьева-Боровского монастыря. В Москве консервационные работы проводились на таких объектах, как собора Сретенского монастыря, Печатный двор, церковь Рождества в Путинках и многих других.
С 1949 г. и до конца жизни Л. А. Давид работал в Центральных научно-реставрационных проектных мастерских, с 1967 по 1980 гг. возглавлял их как главный архитектор. Сыграл решающую роль в реставрации многих храмов и ряда объектов гражданской архитектуры (неполный список см. ниже).  К сожалению, часть проектов реставрации остались неосуществленными (в частности, проект реставрации церкви в с. Юркино и ансамбля Архиерейского дома в Холмогорах).
Л. А. Давид внёс важнейший вклад в изучение московского зодчества XV—XVII вв., в особенности бесстолпных храмов с крещатыми сводами, чему и была посвящена его диссертация, законченная, но, к сожалению, не защищённая.
Лев Артурович — автор ряда научных публикаций, участник многочисленных конференций, входил в состав многих советов и комиссий по вопросам сохранения памятников культурного наследия, в том числе созданного И. Э. Грабарём Научно-методического совета по охране памятников культуры. Многие годы Лев Артурович Давид руководил секцией изучения и охраны памятников Московской организации Союза архитекторов, был членом рабочей группы соцстран по реставрации памятников культуры. Заслуженный деятель искусств.
Исследовал и документировал многочисленные памятники за пределами Москвы, в том числе Кирилло-Белозерский монастырь, подмосковные храмы и усадьбы.
Лев Артурович скончался 3 ноября 1994 года в Москве, похоронен на Пятницком кладбище.
Ежегодно в Центральных научно-реставрационных мастерских Министерства культуры РФ проводятся «Давидовские чтения».
Выдающийся русский архитектор-реставратор XX века Лев (Леон) Артурович Давид составил целую эпоху в истории не только русской, но и мировой реставрации памятников архитектуры. Его научные и проектные работы явились связующим звеном между зарождающимися реставрационными навыками XIX века и сформировавшийся в XX веке научной реставрацией памятников архитектуры.

## Творческий метод
Ученик и последователь Барановского, Давид  был сторонником реставрации памятников «до исторической основы», предполагавшей очистку старинных храмов от наслоений последующих столетий. Именно ему Москва обязана возвращением в первозданном виде двух стариннейших и уникальных храмов города - Спасского собора Андроникова монастыря и церкви Трифона в Напрудном.
Таким же образом Давид планировал отреставрировать и церковь Антипия на Колымажном дворе, открыв взору людей в самом центре Москвы подлинный храм XVI века. Однако этому воспротивился Пушкинский музей, который тогда был собственником здания. Музей использовал храм Антипия под библиотеку, и требовал от Давида сохранить пристройки. В результате, Давид нашёл компромиссный вариант и отреставрировал все части храма Антипия по состоянию на век их постройки, в результате чего он превратился в интересный архитектурный курьёз, как бы слепленный из объёмов 16-го, 17-го и 18-го века.

## Работы
Реставрировал памятники XV—XVII веков:
- Церковь Трифона в Напрудном (1947—1948 и 1953)
- Церковь Антипия на Колымажном дворе (1950—1954) — сочетание поздних объёмов XVIII века и выявленной при реставрации древнерусской архитектуры
- Церковь Исидора Блаженного (1955) -  архитектор начал тщательную работу над церковью c целью придать ей первоначальный вид[2]
- Храм Никиты Мученика на Швивой горке (1957—1960)
- Церковь Зачатия Анны, что в Углу (1956—1960)
- Спасский собор Андроникова монастыря
- Палаты XVII века, Страстной бульвар, 10 (реставрированы в 1966, уничтожены в 2002)
- Церковь Николая Чудотворца в Старом Ваганькове — последняя по времени работа, завершённая после смерти Давида
- Колокольня Знаменского монастыря в Зарядье (1967—1968)

Также упоминаются следующие работы:
- Храм Святителя Николая на Студенце.
- Храм Малое Вознесение.
- Храм Преподобного Феодора Студита у Никитских ворот.
- Церковь Вознесения (Ростов Великий).
- Церковь Рождества Пресвятой Богородицы в Старом Симонове

## Галерея

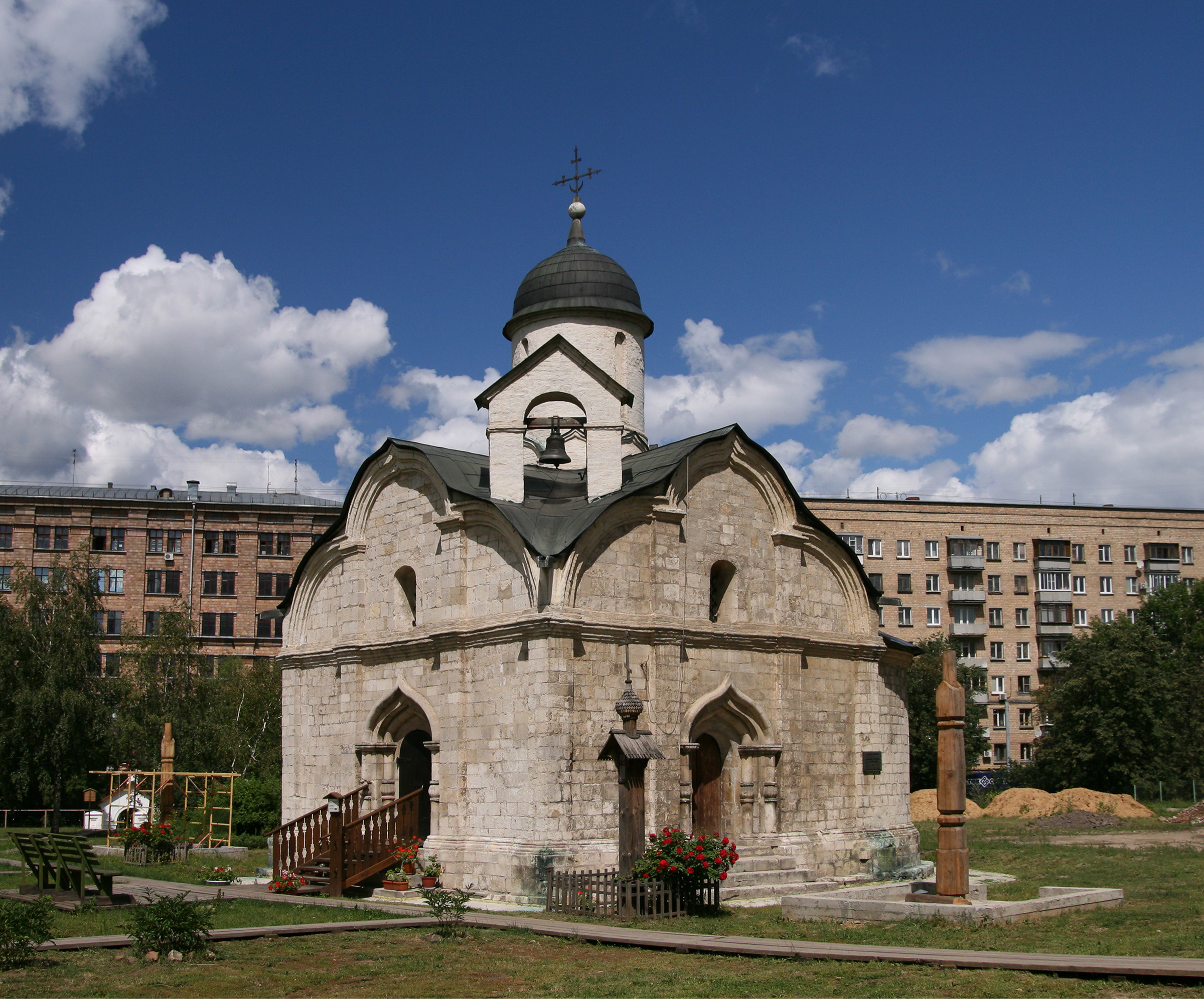
Церковь Трифона в Напрудном
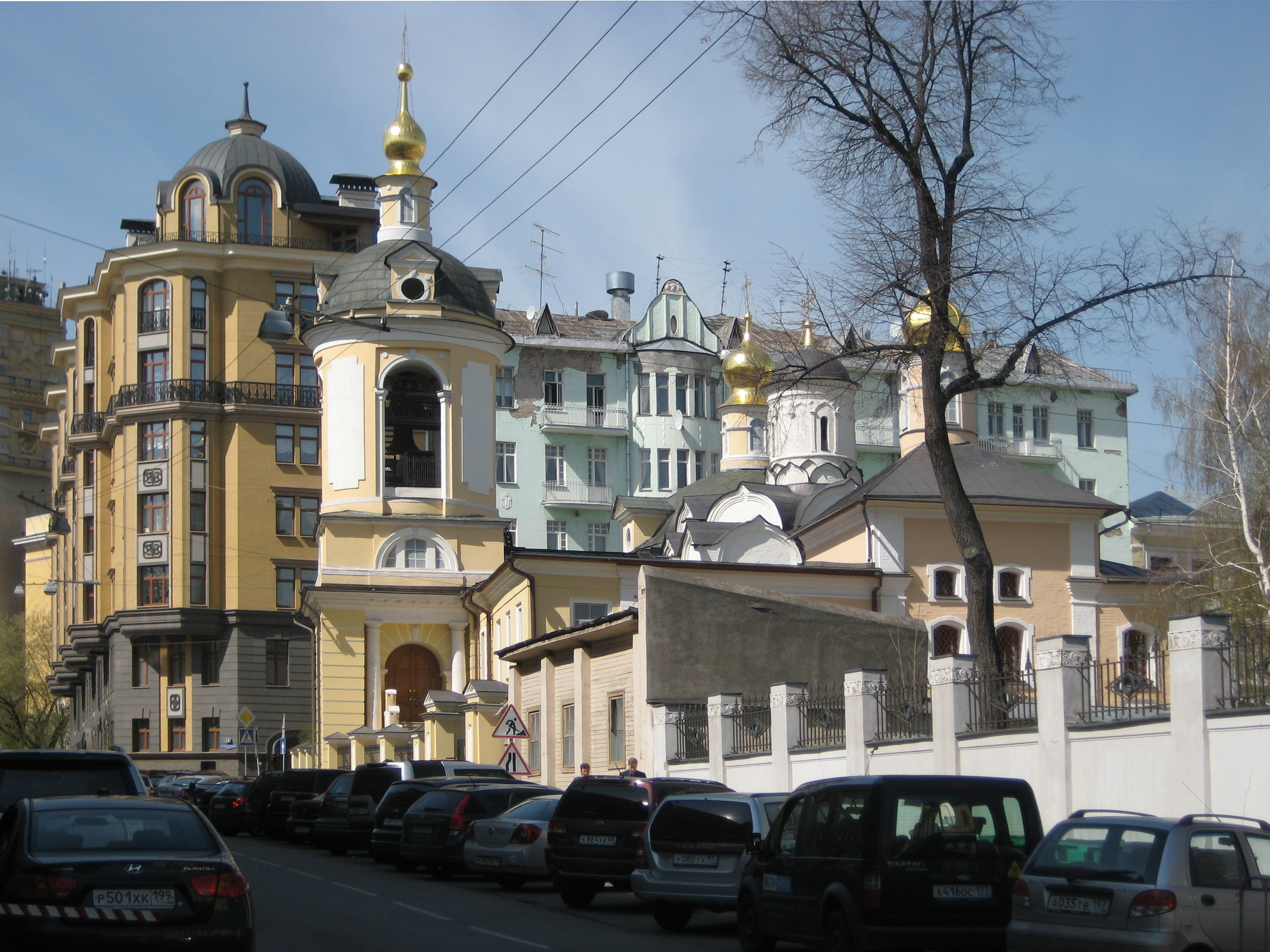
Церковь Антипия на Колымажном дворе.
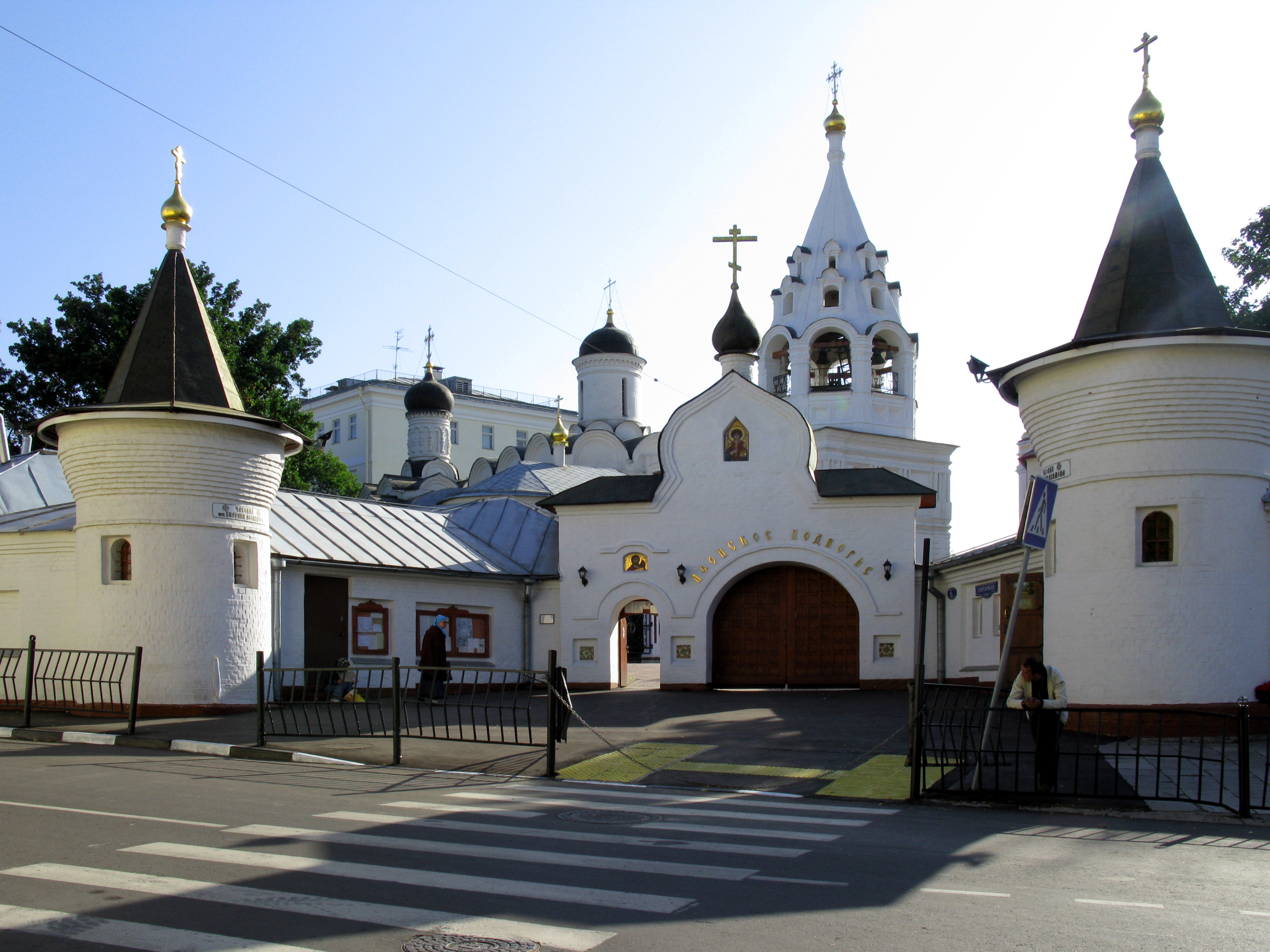
Храм Никиты Мученика на Швивой горке.
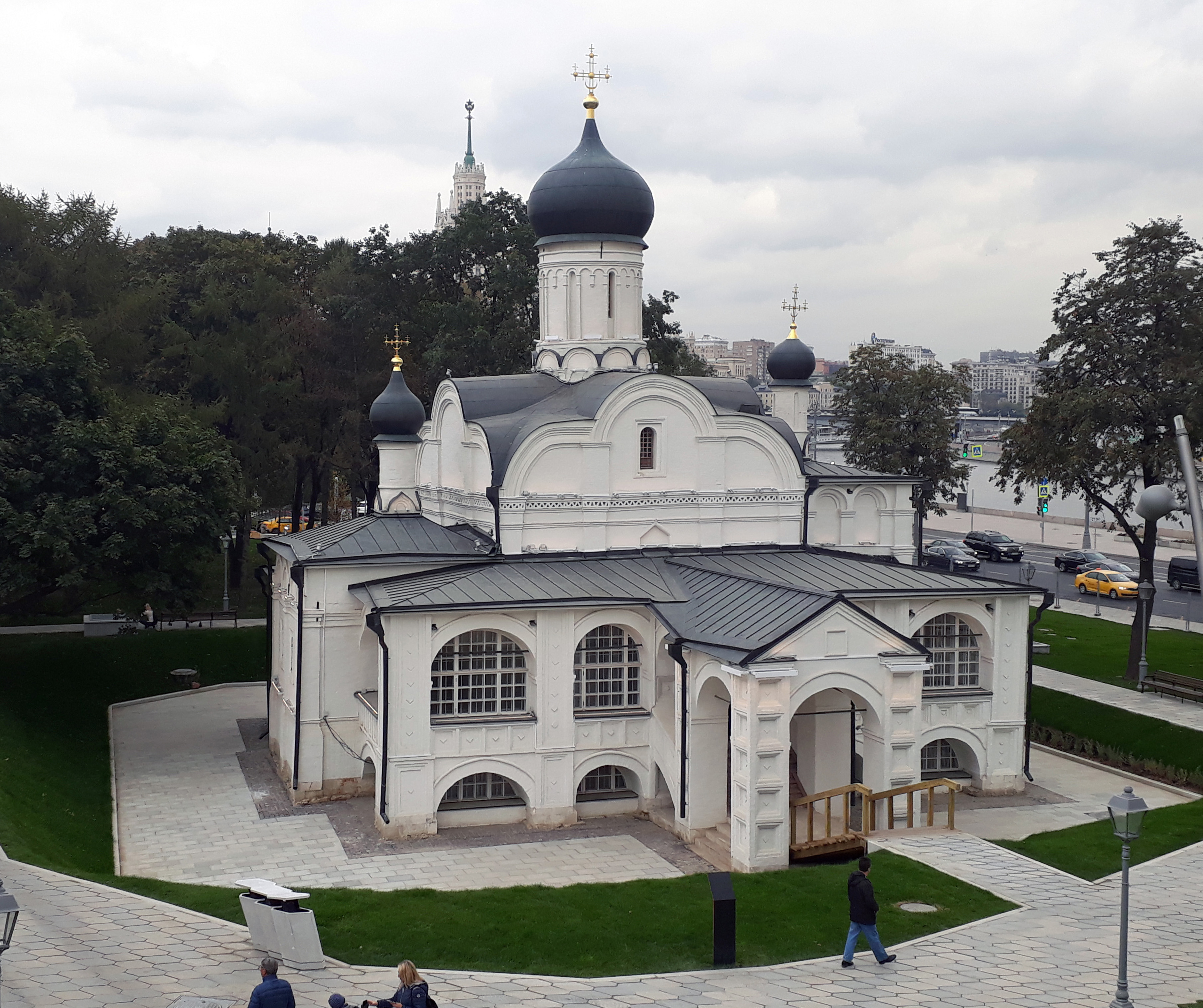
Церковь Зачатия Анны, что в Углу.
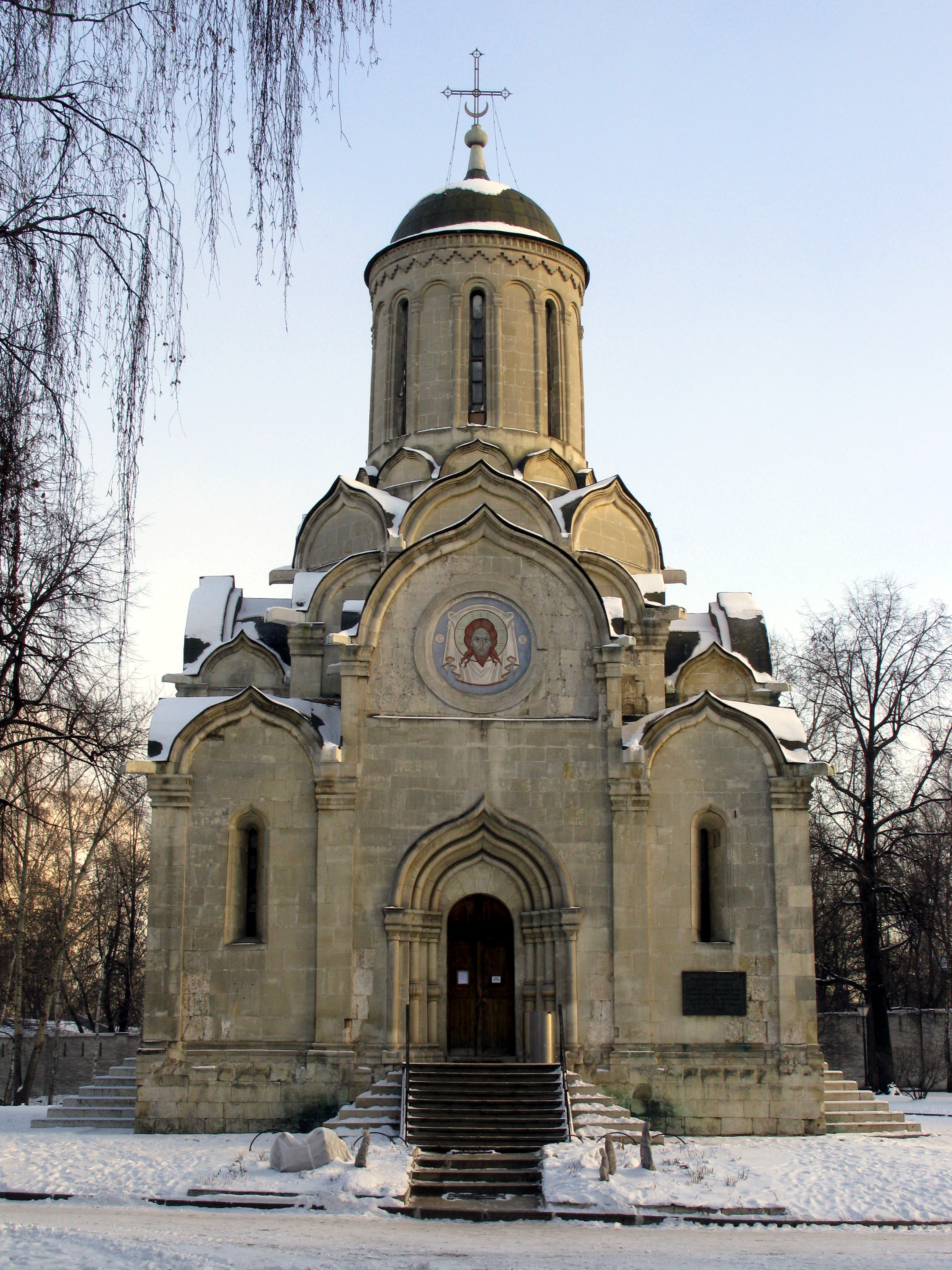
Спасский собор Андроникова монастыря.
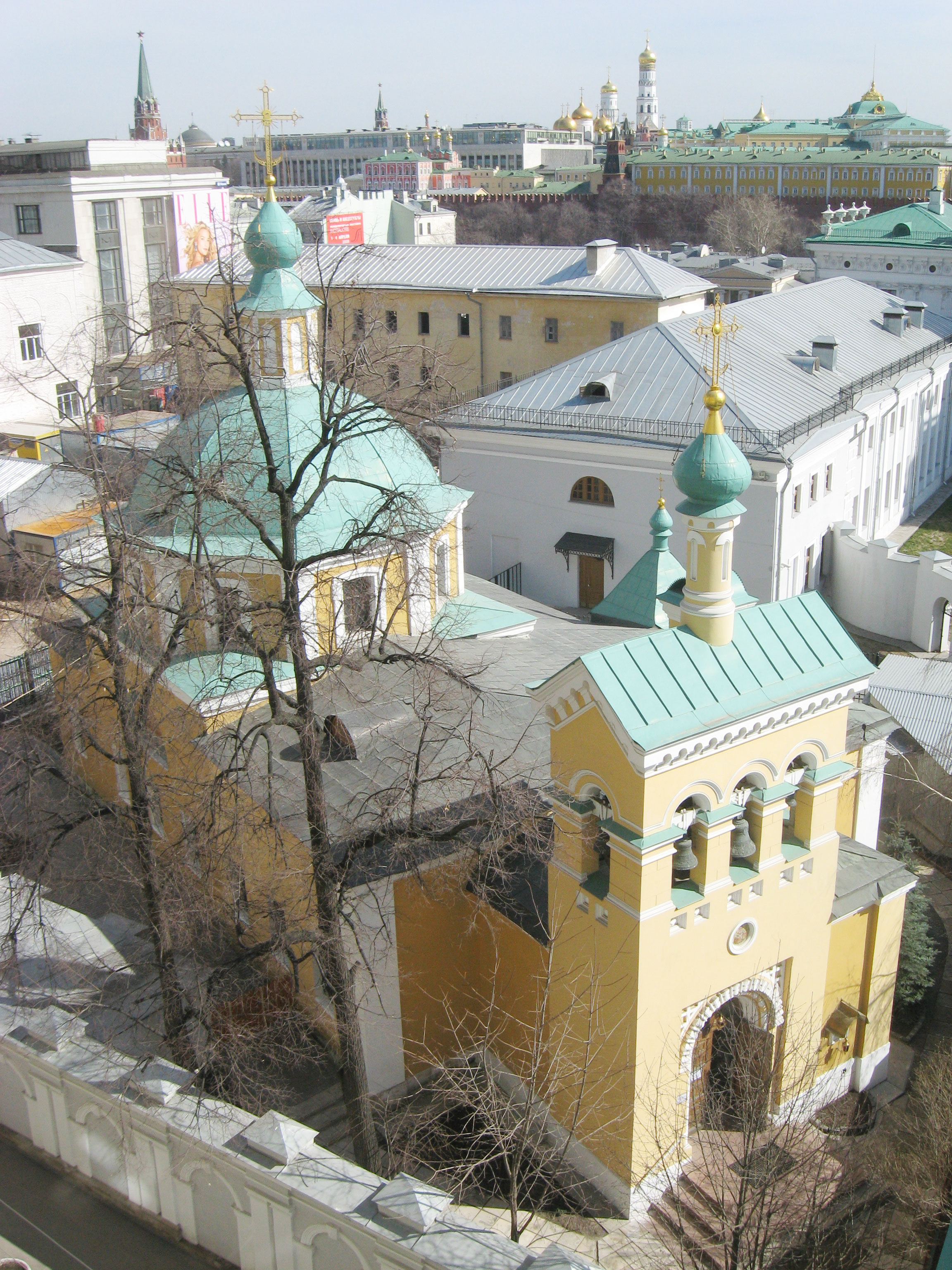
Церковь Николая Чудотворца в Старом Ваганькове.
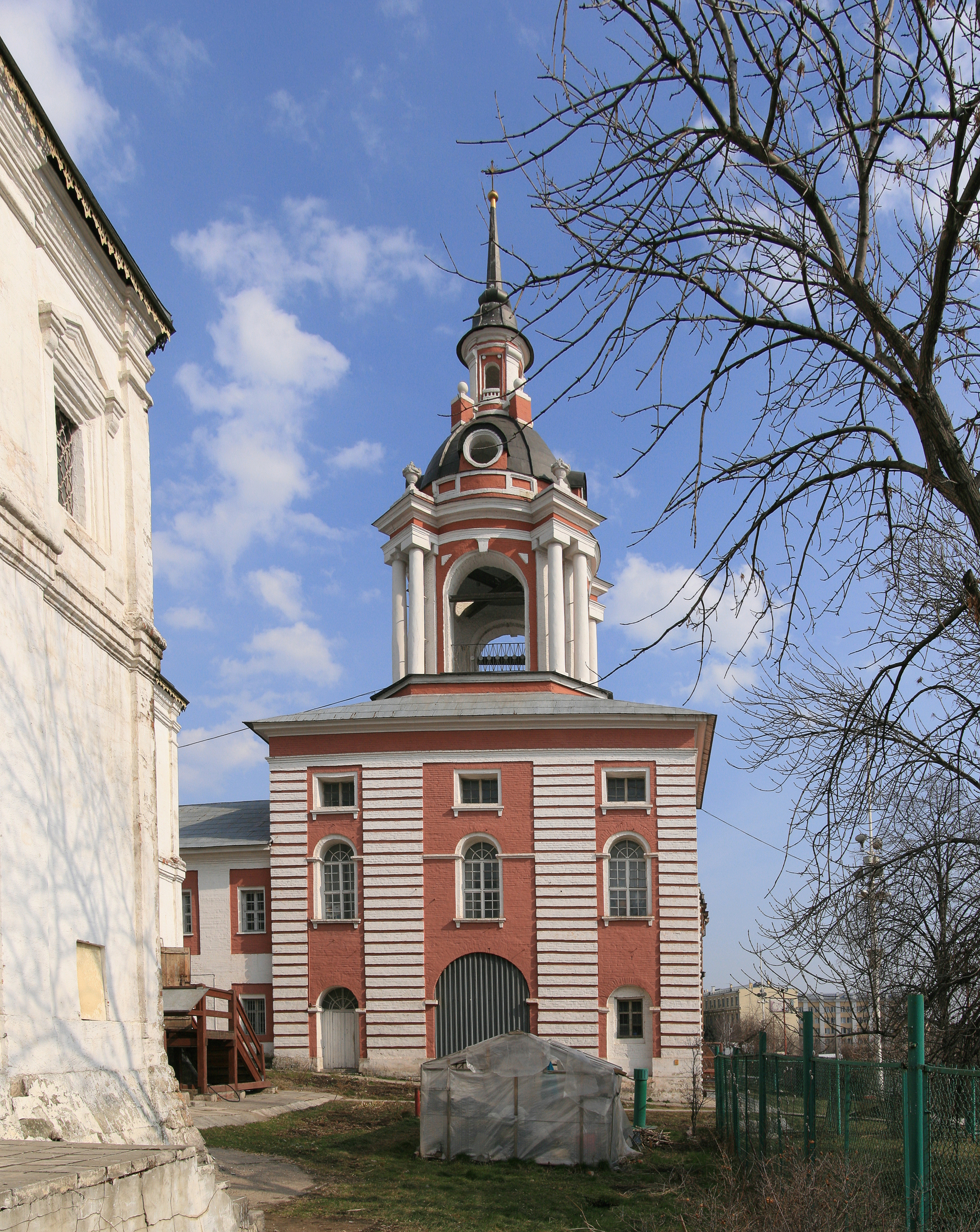
Колокольня Знаменского монастыря.
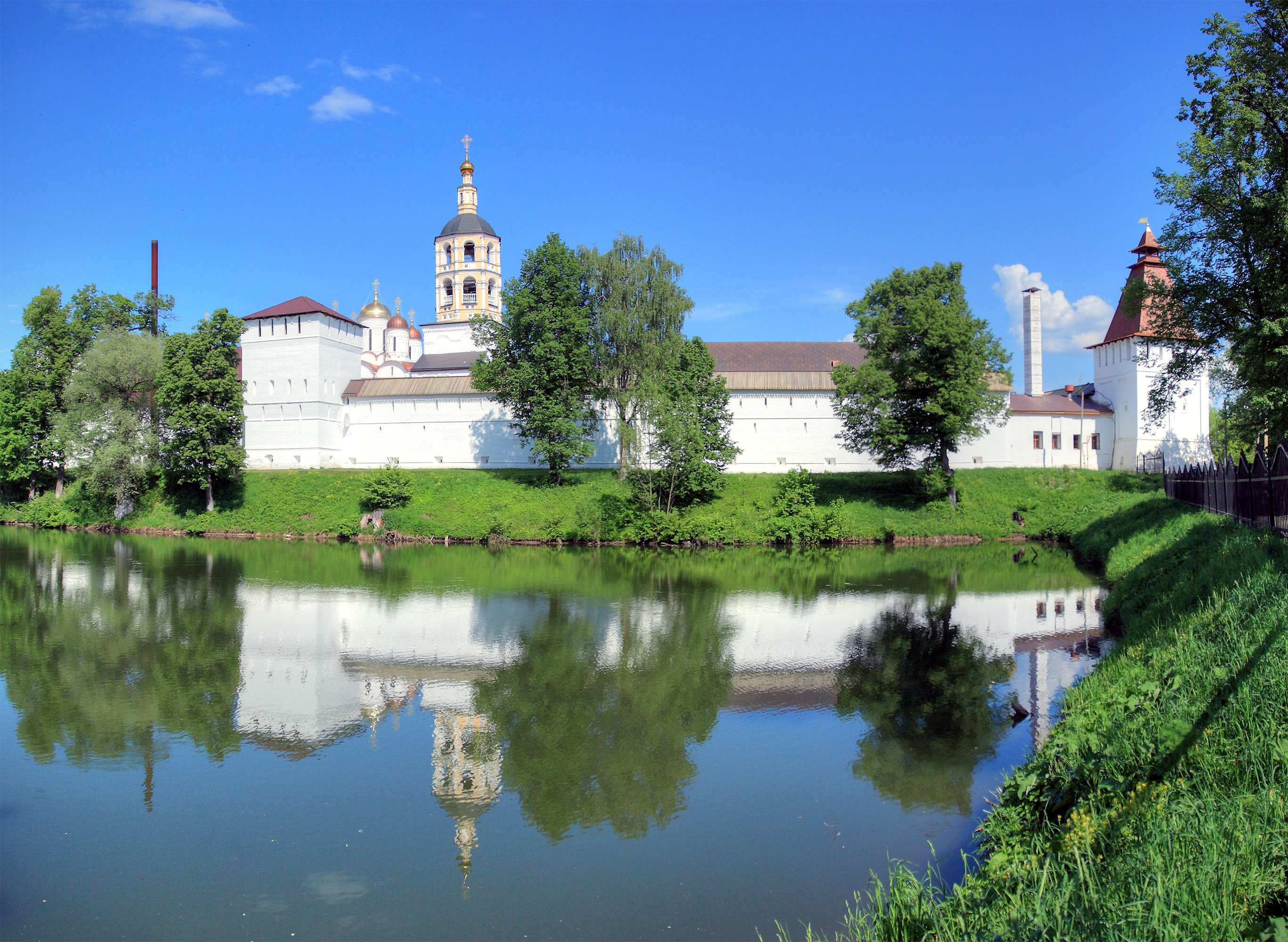
Пафнутьев-Боровский монастырь.
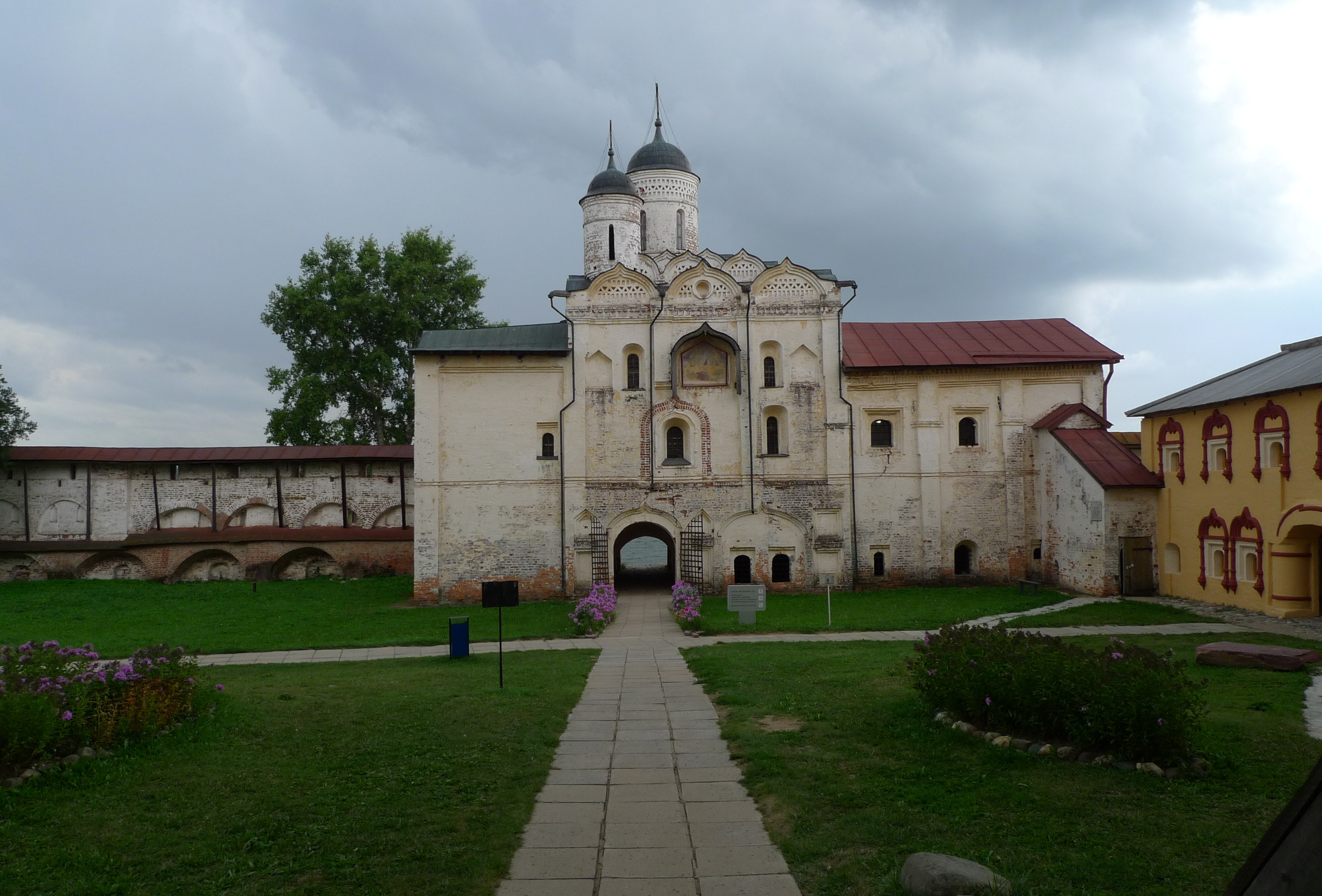
Кирилло-Белозерский монастырь.
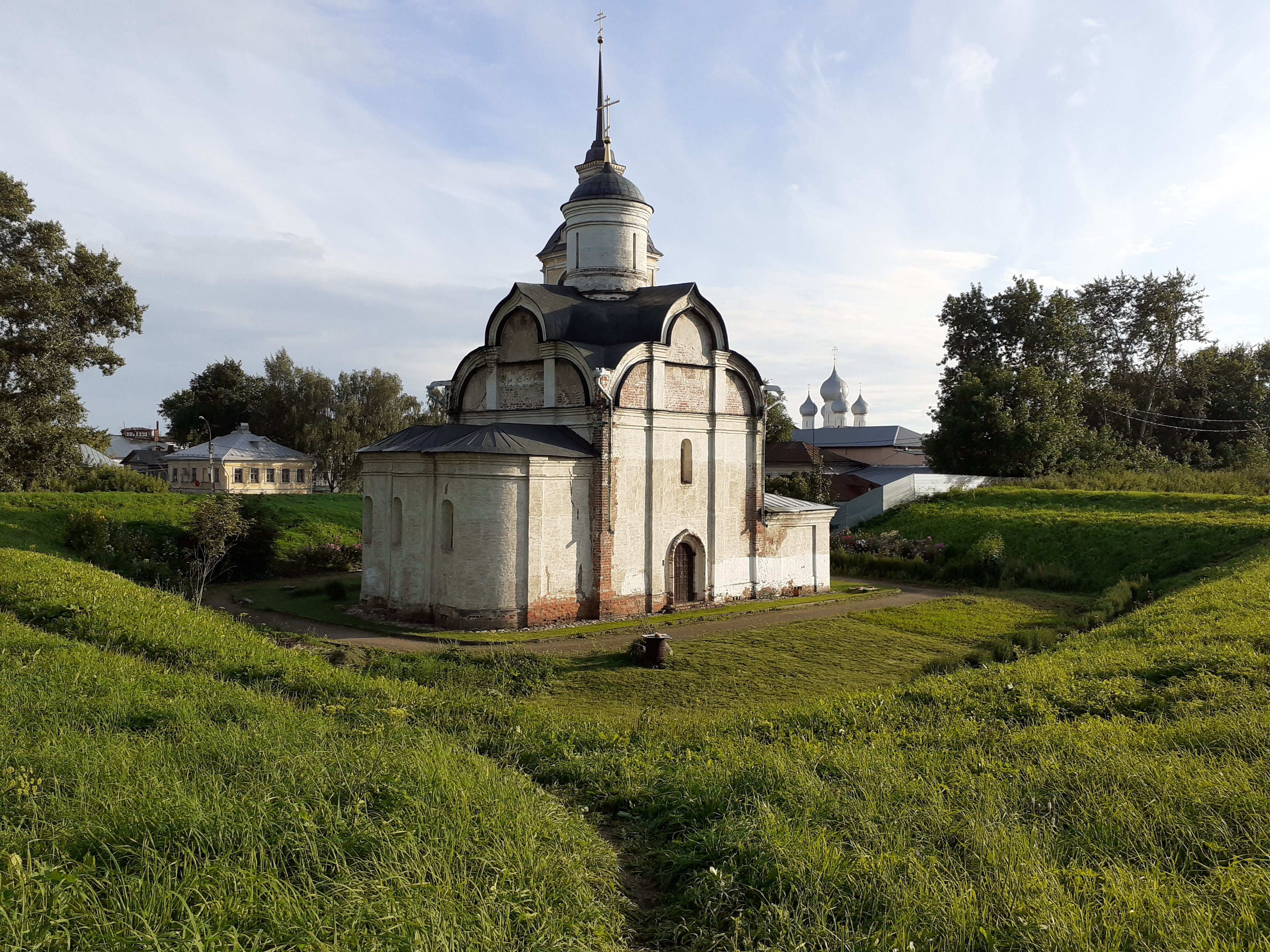
Церковь Исидора Блаженного.